# アダム・ボリッチ
アダム・ボリッチ（Ádám Borics、1993年7月7日 - ）は、ハンガリーの男性総合格闘家。ヘヴェシュ県エゲル出身。キルクリフFC所属。

## 来歴
16歳の時にムエタイを始め、翌年に総合格闘技のトレーニングを始めた。2014年にプロ総合格闘技デビュー。

### Bellator
2017年4月14日、Bellator初参戦となったBellator 177でアンソニー・テイラーと対戦し、リアネイキドチョークで1R一本勝ち。
2019年6月14日、Bellator 222でアーロン・ピコと対戦。試合全体を通して劣勢に立たされるも、2Rに左飛び膝蹴りでダウンを奪いパウンドでTKO勝ち。
2019年9月7日、Bellator 226のBellatorフェザー級ワールドグランプリ1回戦で元Bellator世界フェザー級王者パット・カランと対戦し、パウンドで2RTKO勝ち。グランプリ準決勝進出を果たした。
2020年1月25日、Bellator 238のBellatorフェザー級ワールドグランプリ準決勝で元Bellator世界バンタム級王者ダリオン・コールドウェルと対戦し、リアネイキドチョークで1R一本負け。キャリア初黒星を喫し、グランプリ準決勝敗退となった。
2022年3月12日、Bellator 276でフェザー級ランキング2位のマッズ・バーネルと対戦し、3-0の判定勝ち。
2022年10月1日、Bellator 286のBellator世界フェザー級タイトルマッチで王者パトリシオ・ピットブルに挑戦し、0-3の5R判定負け。王座獲得に失敗した。

## 戦績

### プロ総合格闘技
| 総合格闘技 戦績 | 総合格闘技 戦績 | 総合格闘技 戦績 | 総合格闘技 戦績 | 総合格闘技 戦績 | 総合格闘技 戦績 | 総合格闘技 戦績 |
| --------------- | --------------- | --------------- | --------------- | --------------- | --------------- | --------------- |
| 23 試合         | (T)KO           | 一本            | 判定            | その他          | 引き分け        | 無効試合        |
| 20 勝           | 4               | 6               | 9               | 1               | 0               | 0               |
| 3 敗            | 1               | 1               | 1               | 0               | 0               | 0               |

| 勝敗 | 対戦相手                   | 試合結果                       | 大会名                                                                            | 開催年月日     |
| ○    | ジェレミー・ケネディ       | 5分3R終了 判定2-0              | PFL World Tournament 5: 2025 Semifinals 【2025年PFLフェザー級トーナメント補欠戦】 | 2025年6月12日  |
| ×    | ヘスス・ピネド             | 1R 3:43 TKO（パンチ）          | PFL 2025 World Tournament 【2025年PFLフェザー級トーナメント1回戦】                | 2025年4月3日   |
| ○    | エンリケ・バルゾラ         | 5分3R終了 判定3-0              | PFL 3                                                                             | 2024年4月19日  |
| ×    | パトリシオ・ピットブル     | 5分5R終了 判定0-3              | BELLATOR 286                                                                      | 2022年10月1日  |
| ○    | マッズ・バーネル           | 5分5R終了 判定3-0              | BELLATOR 276                                                                      | 2022年3月12日  |
| ○    | ジェレミー・ケネディ       | 5分3R終了 判定3-0              | BELLATOR 256                                                                      | 2021年4月9日   |
| ○    | エリック・サンチェス       | 5分3R終了 判定3-0              | BELLATOR 250                                                                      | 2020年10月29日 |
| ○    | マイク・ハメル             | 5分3R終了 判定2-1              | BELLATOR 243                                                                      | 2020年8月7日   |
| ×    | ダリオン・コールドウェル   | 1R 2:20 リアネイキッドチョーク | BELLATOR 238                                                                      | 2020年1月25日  |
| ○    | パット・カラン             | 2R 4:59 TKO（パンチ）          | BELLATOR 226                                                                      | 2019年9月7日   |
| ○    | アーロン・ピコ             | 2R 3:55 TKO（膝蹴り）          | BELLATOR 222                                                                      | 2019年6月14日  |
| ○    | ジョシナルド・シルバ       | 3R 1:46 リアネイキッドチョーク | BELLATOR 205                                                                      | 2018年9月21日  |
| ○    | テオドル・ニコロフ         | 2R 2:25 KO（膝蹴り）           | BELLATOR 196                                                                      | 2018年4月6日   |
| ○    | アンソニー・テイラー       | 1R 4:12 リアネイキッドチョーク | BELLATOR 177                                                                      | 2017年4月14日  |
| ○    | マヌエル・ビリッチ         | 2R 3:32 三角絞め               | FFC 23                                                                            | 2016年3月18日  |
| ○    | マティヤ・ブラジチェビッチ | 5分3R終了 判定2-1              | FFC 20                                                                            | 2015年10月23日 |
| ○    | ベンジャミン・モルナー     | 2R 4:17 三角絞め               | PMMAL 10                                                                          | 2015年9月19日  |
| ○    | ヤロスラフ・ジャーティム   | 1R 4:14 三角絞め               | PMMAL 9                                                                           | 2015年5月9日   |
| ○    | マルコ・ブルシッチ         | 5分3R終了 判定3-0              | FFC 7                                                                             | 2015年3月13日  |
| ○    | ベンジャミン・モルナー     | 4R 2:46 失格                   | PMMAL 7                                                                           | 2014年11月15日 |
| ○    | アダム・ネメス             | 2R 3:45 KO                     | PMMAL 6                                                                           | 2014年10月11日 |
| ○    | ジョゼフ・タルナイ         | 5分3R終了 判定3-0              | PMMAL 6                                                                           | 2014年10月11日 |
| ○    | ダニエル・ハイザー         | 1R 1:09 レッグロック           | PMMAL 5                                                                           | 2014年8月1日   |

## 獲得タイトル
- HFCフェザー級王座（2014年）